# Rūdgirių pelkė
Rūdgirių pelkė este o arie protejată (sit de importanță comunitară — SCI) din Lituania întinsă pe o suprafață de 26 ha, integral pe uscat.

## Localizare
Centrul sitului Rūdgirių pelkė este situat la coordonatele 54°40′10″N 23°54′57″E / 54.6694°N 23.9158°E.

## Înființare
Situl Rūdgirių pelkė a fost declarat sit de importanță comunitară în mai 2005 pentru a proteja un număr necunoscut de specii din flora spontană și fauna sălbatică aflate în arealul zonei.

## Biodiversitate
Situată în ecoregiunea boreală, aria protejată conține 1 habitat natural: Mlaștini oligotrofe degradate, capabile încă de regenerare naturală.
La baza desemnării sitului se află un număr nedeclarat de specii protejate.